# Jésum Gabriel
Jésum Gabriel (Corinto, 25 de dezembro de 1953) é um ex-futebolista brasileiro que atuava como ponta-esquerda.
Ganhou a Bola de Prata como um dos melhores atacantes do Campeonato Brasileiro de 1978.

## Carreira
Começou sua trajetória na segunda metade da década de 1960, em equipes amadoras de Nova Lima.
Em 1969, conseguiu ser aprovado no América Futebol Clube, mas permaneceu por apenas 25 dias jogando no “Coelho”.
Decidiu voltar para Nova Lima e foi aprovado no Villa Nova. Fez grandes apresentações no clube, participando do time que conquistou a Série B do Campeonato Brasileiro em 1971.
Foi negociado, primeiramente por empréstimo, com o São Paulo em 1972 e posteriormente comprado por 200 mil cruzeiros. Pelo São Paulo, entre 1972 e 1975, o ponta disputou 42 partidas (18 vitórias, 16 empates e 8 derrotas) e marcou apenas 2 gols. Na maioria das vezes, ele era apenas reserva no Tricolor do Morumbi.
Emprestado ao Cruzeiro Esporte Clube em 1975, Jésum também não foi muito feliz em sua primeira passagem pelo clube.
Foi repassado, também por empréstimo, ao Bahia em 1976. Se destacou e então o Bahia então acertou os 20 mil cruzeiros referentes ao empréstimo e parcelou 6 prestações de 30 mil cruzeiros pelo passe de Jésum junto ao São Paulo. Foi campeão estadual pelo Bahia em 1976, 1977 e 1978 e ganhador da Bola de Prata da revista Placar em 1978. Chegou a formar ataque com o polêmico goleador Beijoca, que também brilhou em outros grandes times nordestinos. Ao todo, marcou 38 gols pelo clube.
Recebeu sondagens de Flamengo e Vasco, mas em março de 1979, o Bahia acertou sua transferência junto ao Grêmio, por 3,5 milhões, onde foi Campeão Gaúcho em 1980. Em 1979, foi operado do menisco externo do joelho direito.
Foi vendido ao Cruzeiro em 1980. Em junho de 1981, foi emprestado ao Internacional junto Mauro, em troca de Jair, Cláudio Mineiro e Vágner Bacharel.
Em 1985, defendeu o Vitória e na sua estreia marcou um gol justamente contra o Bahia, de falta.
Encerrou a carreira em 1989.

## Títulos
Villa Nova
- Campeonato Brasileiro - Série B: 1971

Cruzeiro
- Campeonato Mineiro: 1975

Bahia
- Campeonato Baiano[8]: 1976, 1977, 1978

Grêmio
- Campeonato Gaúcho: 1979, 1980

Individual
- Bola de Prata: 1978